# Fimafengr
Fimafengr of Fimafeng is een figuur uit de Noordse mythologie. Fimafengr was een van de twee dienaren van de zeereus Ægir. Zijn naam zou iets kunnen betekenen als 'vlugge dienst'.
In het mythologisch gedicht Lokasenna uit de Poëtische Edda zijn Fimafengr en Eldir, Ægirs tweede dienaar, de aanleiding tot Loki's verbaal duel met de andere goden. Toen Ægir een groot feest gaf voor de Æsir waarbij het bier rijkelijk vloeide, prezen de gasten volop zijn dienaren Fimafengr en Eldir.  Maar Loki kon die lof niet aanhoren en doodde daarom Fimafengr. Omdat Ægirs zaal een heiligdom was, wilden de goden Fimafengrs dood wreken en verdreven ze schreeuwend Loki naar het bos.

## Voetnoten
1. ↑  Ægir organiseerde wel vaker zulke feesten. Sommige manuscripten noemen Lokasenna Ægisdrekka, 'Ægirs drinkgelag'.